# Zegar czasu gry
Ten artykuł opisuje zagadnienie koszykarskie zgodne z normami FIBA.
Zasady w ligach NBA, NCAA lub innych mogą różnić się od tutaj przedstawionych.

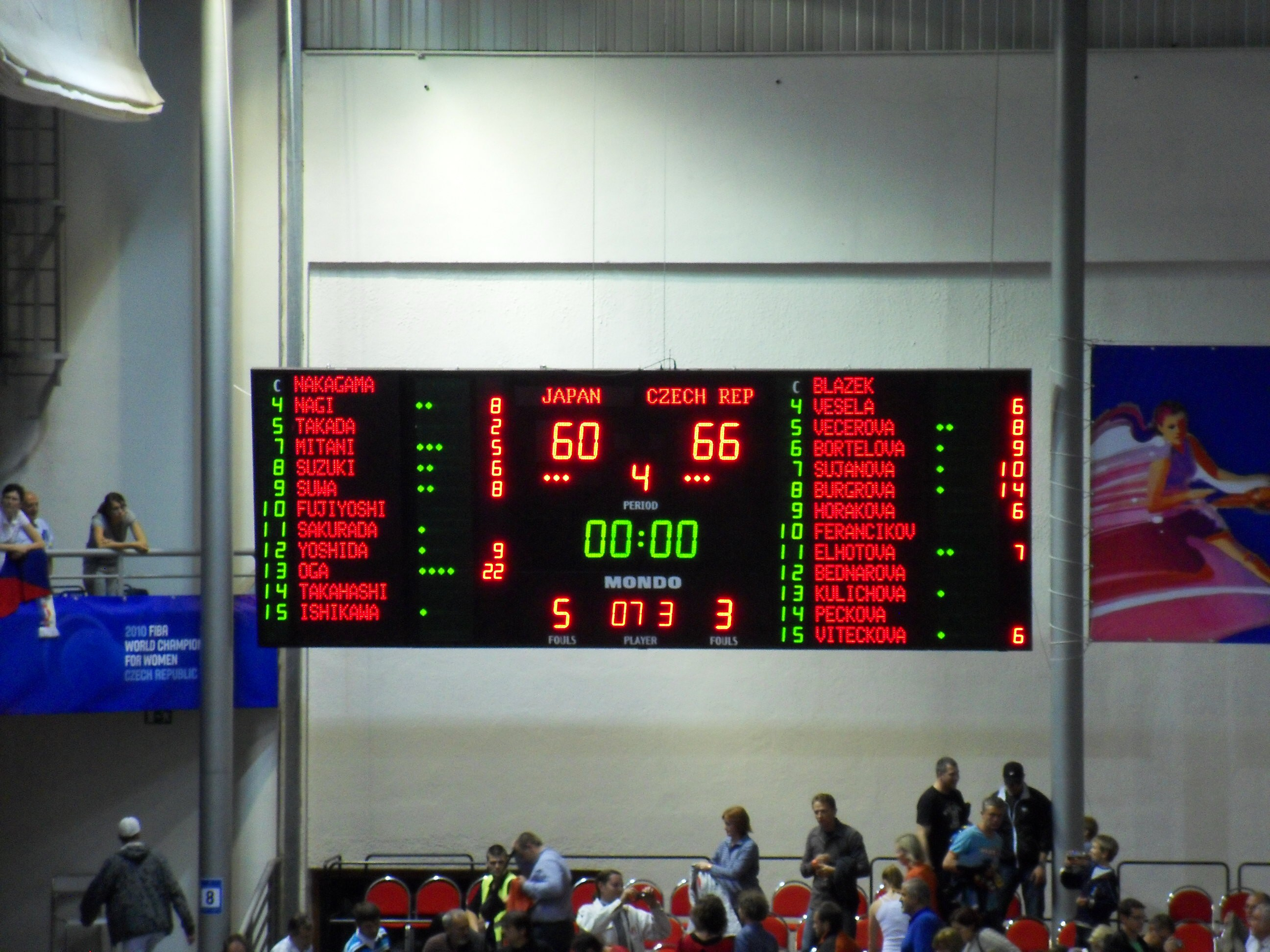
Zegar czasu gry na tablicy wyników wskazuje 00:00 minut do końca części meczu

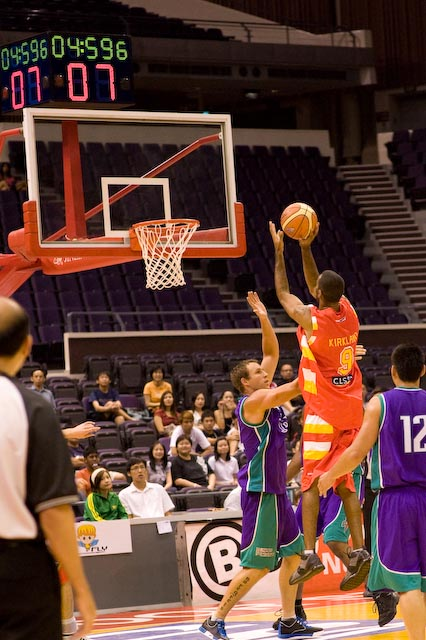
Nad koszem umieszczony jest zegar czasu gry (zielone cyfry) oraz zegar czasu akcji (czerwone cyfry)

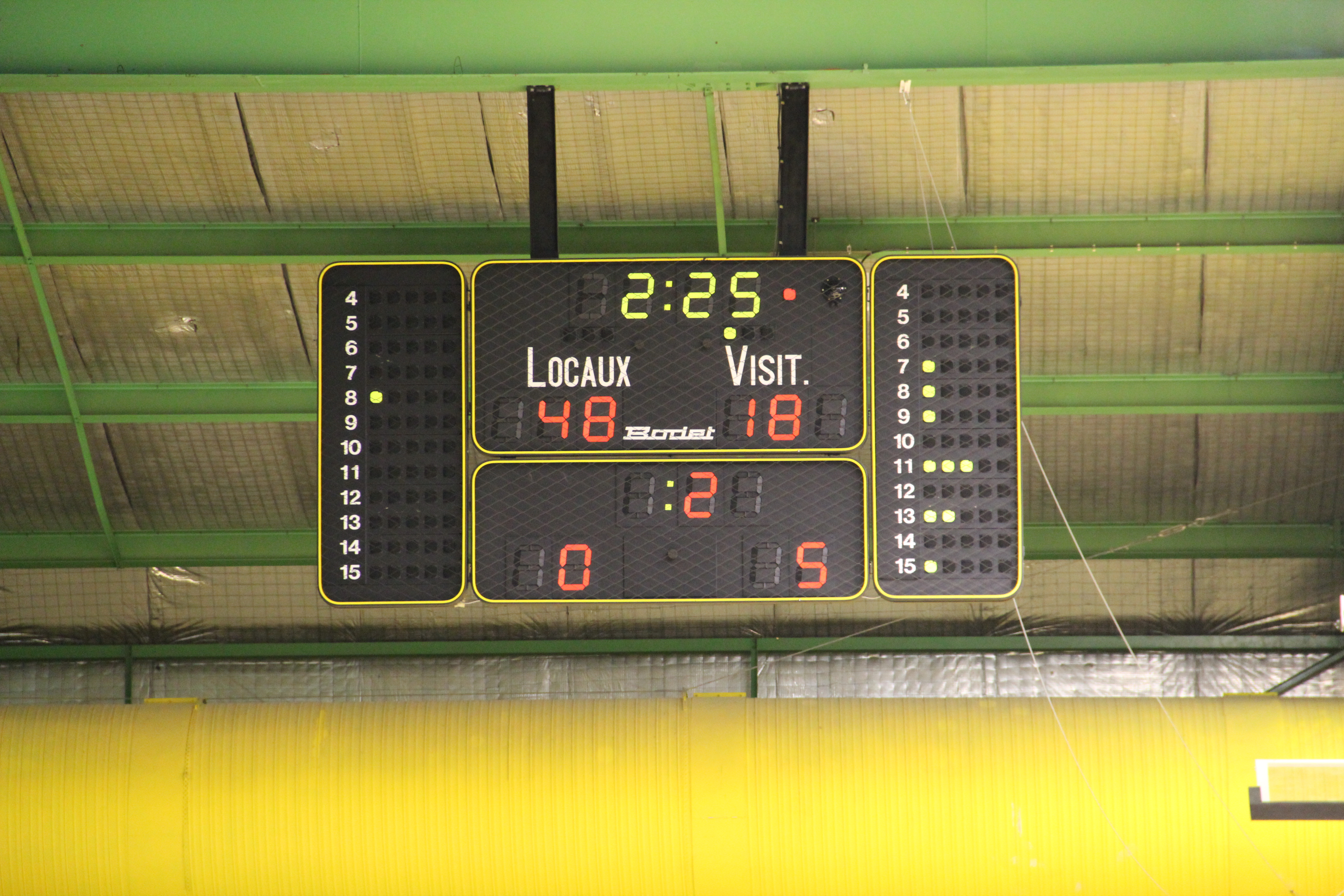
Tablica wyników z czasem 2:25

Zegar czasu gry – to urządzenie obsługiwane przez odpowiedniego sędziego stolikowego podczas meczu koszykówki, który nazywany jest mierzącym czas gry.

## Włączanie zegara
Zegar czasu gry jest włączany (przez mierzącego czas gry) w następujących sytuacjach:
- w momencie legalnego zbicia piłki przez zawodnika, podczas rozpoczynającego mecz rzutu sędziowskiego;
- w momencie dotknięcia piłki przez zawodnika na boisku, po ostatnim, niecelnym rzucie wolnym;
- w momencie legalnego dotknięcia piłki przez zawodnika na boisku, podczas wprowadzania piłki z autu[2].

## Zatrzymywanie zegara
Zegar czasu gry jest zatrzymywany (przez mierzącego czas gry) w następujących sytuacjach:
- w momencie upłynięcia czasu gry na koniec części meczu;
- w momencie zdobycia kosza z gry przez przeciwników drużyny, która zażądała przerwę na żądanie;
- w momencie gwizdka sędziego, gdy piłka była żywa;
- w momencie zdobycia kosza z gry w czwartej kwarcie lub dogrywce, gdy zegar czasu gry wskazuje 2 minuty lub mniej do zakończenia części meczu;
- w momencie sygnału zegara czasu akcji, gdy drużyna posiadała piłkę[2].

## Pomiar czasu przerwy na żądanie
Mierzeniem czasu przerwy na żądanie zajmuje się mierzący czas gry. Pomiar dokonywany jest za pomocą stopera. Pomiar musi rozpocząć się natychmiast, gdy sędzia koszykarski zagwiżdże i zasygnalizuje przerwę na żądanie. Gdy upłynie 50 sekund przerwy na żądanie, uruchomiony zostaje sygnał dźwiękowy. Gdy upływa cały czas przerwy na żądanie, ponownie uruchomiony zostaje sygnał dźwiękowy.

## Pomiar czasu przerwy meczu
Mierzeniem czasu przerwy meczu zajmuje się mierzący czas gry. Pomiar dokonywany jest za pomocą stopera. Pomiar musi rozpocząć się natychmiast, gdy skończy się część meczu poprzedzająca przerwę meczu.
Sygnał dźwiękowy zegara czasu gry uruchamiany jest:
- 3 minuty przed rozpoczęciem pierwszej kwarty meczu
- 90 sekund przed rozpoczęciem pierwszej kwarty meczu
- 30 sekund przed rozpoczęciem drugiej kwarty
- 3 minuty przed rozpoczęciem trzeciej kwarty meczu
- 90 sekund przed rozpoczęciem trzeciej kwarty meczu
- 30 sekund przed rozpoczęciem czwartej kwarty
- 30 sekund przed rozpoczęciem każdej dogrywki
- gdy kończy się przerwa meczu[4].

## Obowiązkimierzącego czas gry
Obowiązki mierzącego czas gry:
- pomiar czasu gry[1]
- pomiar czasu przerw na żądanie[1][3]
- pomiar czasu przerw meczu[4][1]
- kontrolowanie, aby sygnał zegara czasu gry zabrzmiał bardzo głośno i automatycznie na zakończenie czasu gry każdej części meczu[1]
- użycie wszelkich możliwych środków, aby natychmiast zawiadomić sędziów, jeżeli jego sygnał nie zadziała albo nie jest słyszalny[1]
- powiadomienie drużyn i sędziów, że pozostały trzy minuty do rozpoczęcia trzeciej kwarty[1].

## Wyposażeniemierzącego czas gry
Oprócz standardowego wyposażenia i stroju sędziego, mierzący czas gry obowiązkowo musi być wyposażony w:
- zegar czasu gry,
- stoper[1].